# Hằng số Fibonacci
Hằng số Fibonacci, hay còn gọi là Hằng số nghịch đảo Fibonacci, ký hiệu là ψ, được định nghĩa là tổng nghịch đảo của tất cả các số Fibonacci:
{\displaystyle \psi =\sum _{k=1}^{\infty }{\frac {1}{F_{k}}}={\frac {1}{1}}+{\frac {1}{1}}+{\frac {1}{2}}+{\frac {1}{3}}+{\frac {1}{5}}+{\frac {1}{8}}+{\frac {1}{13}}+\cdots .}
Tỉ lệ giữa hai số hạng liên tiếp trong tổng này sẽ dần tiến đến tỉ lệ vàng. Bởi vì các phần tử này đều nhỏ hơn 1, sử dụng kiểm nghiệm tỉ lệ có thể chứng minh được rằng tổng này hội tụ.
Giá trị của ψ xấp xỉ bằng
{\displaystyle \psi \approx 3.359885666243177553172011302918927179688905133731\dots .}
Người ta chưa tìm ra được một công thức khác xấp xỉ giá trị của ψ, nhưng Gosper
đã mô tả một thuật toán có thể tính nhanh giá trị xấp xỉ của nó 
ψ là một số vô tỉ. Tính chất này được Paul Erdős, Ronald Graham và Leonard Carlitz đưa ra, được Richard André-Jeannin chứng minh năm 1989.
Chuỗi phân số liên tục của hằng số này:
{\displaystyle \psi =[3;2,1,3,1,1,13,2,3,3,2,1,1,6,3,2,4,362,2,4,8,6,30,50,1,6,3,3,2,7,2,3,1,3,2,\cdots ]\!\,.}